# Interrex
Der Interrex (wörtlich: „Zwischenkönig“) war in der Römischen Republik ein vom Senat ernannter Patrizier, der ausschließlich für die Durchführung der Konsulwahlen zuständig war, wenn dies die bisherigen Konsuln nicht mehr selbst tun konnten. Dieser Fall trat in der Regel nur ein, wenn beide Konsuln tot waren.

## Ursprünge
Auf Grund des Titels, der fehlenden Kollegialität und der Überlieferung kann davon ausgegangen werden, dass das Amt seinen Ursprung in der Königszeit hat. Vermutlich stand es dem König zu, seinen Nachfolger zu ernennen. Dieses Recht wurde aber entweder grundsätzlich oder doch wenigstens im Fall einer unklaren Nachfolge von einem Interrex wahrgenommen. Nach dem Tod des Königs trat der Senat zusammen und teilte sich in zehn Dekurien, in denen wohl eine Reihenfolge der Senatoren ausgelost wurde. Es regierten dann zuerst die an erster Stelle stehenden Senatoren jeder Dekurie für je bis zu fünf Tage. Anschließend regierten die an zweiter Stelle stehenden, wenn bis dahin keine Wahl eines Königs zustande gekommen war. Dabei war es dem ersten Interrex nicht gestattet, eine Wahl durchzuführen.
In der Republik wurde ein Interrex ernannt, wenn ein Obermagistrat zur Leitung der Wahlen zum Konsulat nicht zur Verfügung stand. Nach römischem Rechtsverständnis durfte das konsularische auspicium aus sakralrechtlichen Gründen nur persönlich von einem Konsul zum nächsten weitergegeben werden. Wurde diese Kette unterbrochen, ging das auspicium übergangsweise an den Senat zurück (auspicia ad patres redeunt), dessen patrizische Mitglieder dann unter sich – erneut für jeweils fünftägige Perioden – Interreges ernannten, um sakralrechtlich einwandfreie Konsulwahlen durchzuführen. Zum letzten Mal wurde 52 v. Chr. auf das Amt des Interrex zurückgegriffen; in diesem Jahr ernannte der Interrex den Feldherrn Gnaeus Pompeius Magnus zum consul sine collega, ohne dass eine Wahl stattfand.

## Bekannte Interreges
Die Liste folgt in ihrer Zusammenstellung und den genannten Quellen der Darstellung von P. Willems. Ihre Vollständigkeit kann keineswegs sicher vorausgesetzt werden, da im Gegensatz zum Konsulat für die Interreges eine einheitliche antike Aufstellung fehlt.
| Jahr    | Name |
| ------- | --- |
| 509     | Sp. Lucretius |
| 483     | A. Sempronius Atratinus Sp. Larcius |
| 462     | P. Valerius Publicola |
| 444     | T. Quinctius Barbatus |
| 420     | L. Papirius Mugilanus |
| 413     | Q. Fabius Vibulanus |
| 396     | L. Valerius Potitus Q. Servilius Fidenas M. Furius Camillus                                                                                    |
| 392-391 | M. Furius Camillus P. Cornelius Scipio L. Valerius Potitus                                                                                     |
| 389     | P. Cornelius Scipio M. Furius Camillus |
| 387     | M. Manlius Capitolinus Ser. Sulpicius Camerinus L. Valerius Potitus                                                                            |
| 355     | Q. Servilius Ahala M. Fabius Ambustus Cn. Manlius Imperiosus C. Fabius Ambustus C. Sulpicius L. Aemilius Q. Servilius Ahala M. Fabius Ambustus |
| 352     | L. Cornelius Scipio |
| 351     | C. Sulpicius M. Fabius Ambustus |
| 340     | M. Valerius Corvus M. Fabius Ambustus |
| 333-332 | M. Valerius Corvus |
| 326     | L. Aemilius Mamercinus Privernas |
| 320     | Q. Fabius Maximus Rullianus M. Valerius Corvus                                                                                                 |
| 298     | Ap. Claudius P. Sulpicius |
| 291     | L. Postumius Megellus |
|         | Q. Fabius Maximus |
| 216     | C. Claudius Centho P. Cornelius Asina |
| 162     | L. Aemilius Paulus |
| 82      | L. Valerius Flaccus |
| 77      | Ap. Claudius |
|         | M. Valerius Messala |
| 52      | M. Aemilius Lepidus |
|         | Ser. Sulpicius |